# مقصودکند
مقصودکند (به ترکی آذربایجانی: Maqsudkənd) یک منطقهٔ مسکونی در جمهوری آذربایجان است که در شهرستان خاچماز واقع شده‌است. مقصودکند ۶۲۸ نفر جمعیت دارد.